# Hollywoodland
Hollywoodland – amerykański film kryminalny z 2006 roku w reżyserii Allena Coultera.

## Opis fabuły
16 czerwca 1959 roku we własnym mieszkaniu zostaje znaleziony martwy aktor George Reeves, któremu niebywałą popularność przyniosła tytułowa rola w filmie Przygody Supermana. Policja informuje, że popełnił samobójstwo i zamyka sprawę. Jednak zrozpaczona matka wynajmuje prywatnego detektywa Louisa Simo, który trafia na ślad - być może klucz do zagadki. Jednym z tropów jest romans Reevesa z żoną dyrektora wytwórni.

## Obsada
- Adrien Brody – Louis Simo
- Diane Lane – Toni Mannix
- Ben Affleck – George Reeves
- Bob Hoskins – Eddie Mannix
- Robin Tunney – Leonore Lemmon
- Joe Spano – Howard Strickling
- Molly Parker – Laurie Simo
- Dash Mihok – Sierżant Jack Patterson
- Brad William Henke – Russell Taylor
- Lois Smith – Helen Bessolo
- Kathleen Robertson – Carol Van Ronkel
- David J. MacNeil – Oficer Korby
- Larry Cedar – Chester Sinclair

## Nagrody i wyróżnienia
- Złote Globy 2006
  - Ben Affleck - najlepszy aktor drugoplanowy (nominacja)